# Sérignac (Lot)
Sérignac ist eine französische Gemeinde mit 334 Einwohnern (Stand 1. Januar 2022) im Département Lot in der Region Okzitanien. Sie gehört zum Kanton Puy-l’Évêque und zum Arrondissement Cahors. 
Sie grenzt im Nordwesten an Mauroux, im Norden an Lacapelle-Cabanac, im Nordosten an Floressas, im Osten an Le Boulvé, im Südosten an Saint-Matré, im Süden an Saux und im Südwesten an Masquières. Das Flüsschen Rivièrette durchquert das Gemeindegebiet im Süden.

## Bevölkerungsentwicklung

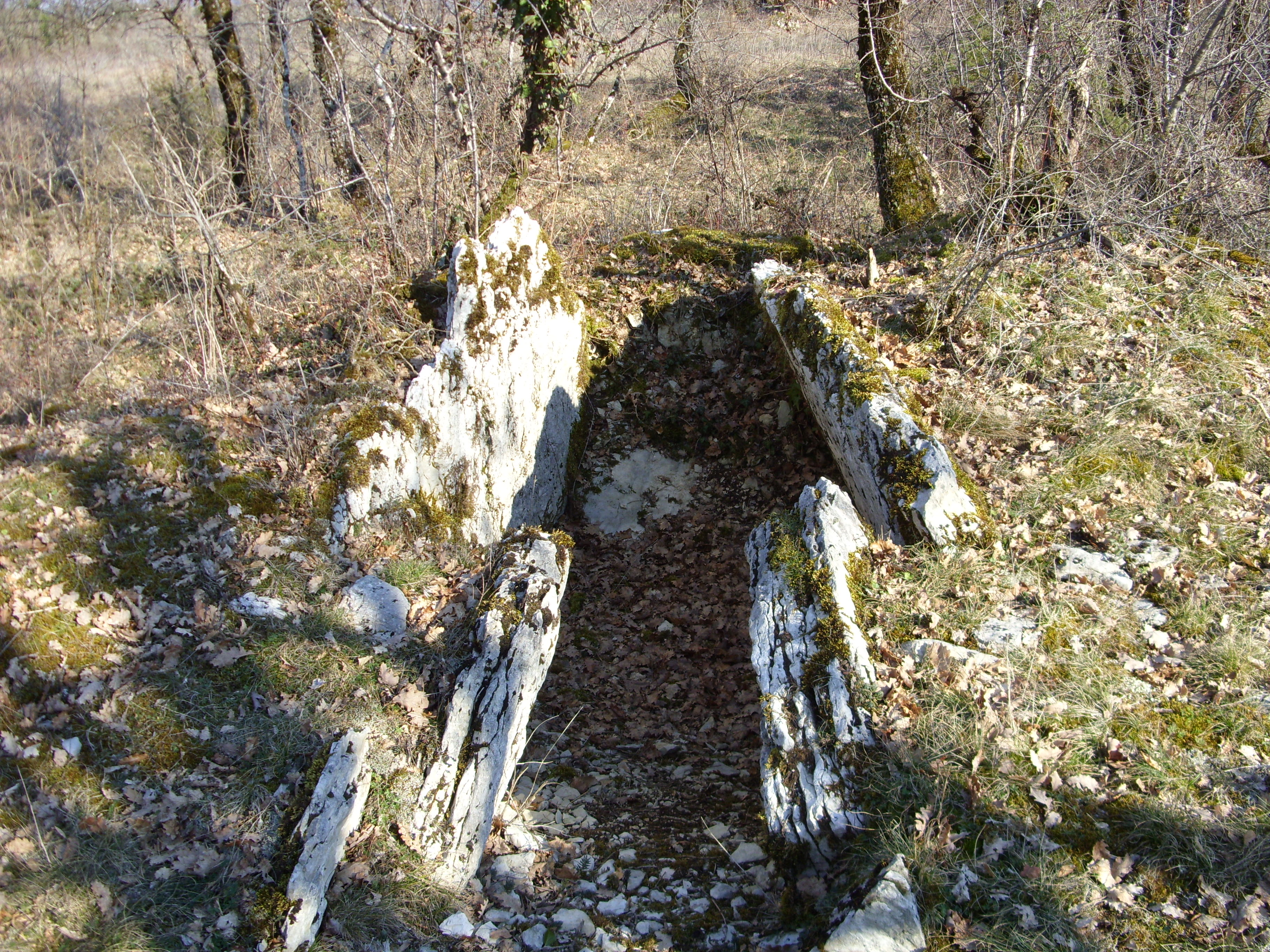
Dolmen des Garroustes

| Jahr      | 1962 | 1968 | 1975 | 1982 | 1990 | 1999 | 2008 | 2018 |
| --------- | ---- | ---- | ---- | ---- | ---- | ---- | ---- | ---- |
| Einwohner | 296  | 305  | 263  | 264  | 300  | 313  | 295  | 303  |